# Walking on a Thin Line
«Walking on a Thin Line »— третій студійний альбом німецького гурту «Guano Apes», який був виданий у 2003 року. 

## Композиції
1. «You Can't Stop Me» — 3:13
2. «Dick» — 2:42
3. «Kiss the Dawn» — 5:19
4. «Pretty in Scarlet» — 4:06
5. «Diokhan» — 3:34
6. «Quietly» — 3:37
7. «High» — 3:23
8. «Sing That Song» — 3:02
9. «Scratch the Pitch» — 3:47
10. «Plastic Mouth» — 4:04
11. «Storm» — 3:47
12. «Sugar Skin» — 4:13

## Музиканти
- Сандра Насич — вокал
- Генінґ Румінеп — гітари
- Стефан Уде — бас-гітара
- Деніс Пошвата — барабани, вокал

### Запрошені музиканти
- Roland Peil — перкуссія

## Над альбомом працювали
- Оформлення — Friedel Muders
- Мікс — Clemens Matznick
- Додаткові інженери — Ben Hertel , Jan Helle , Philsen Hoppen* , Tom Fein
- Мастеринг — Ian Cooper
- Фото — Dirk Schelpmeier
- Програмування — Dirk Riegner, G-Ball